# 烏爾哈斯訥格爾

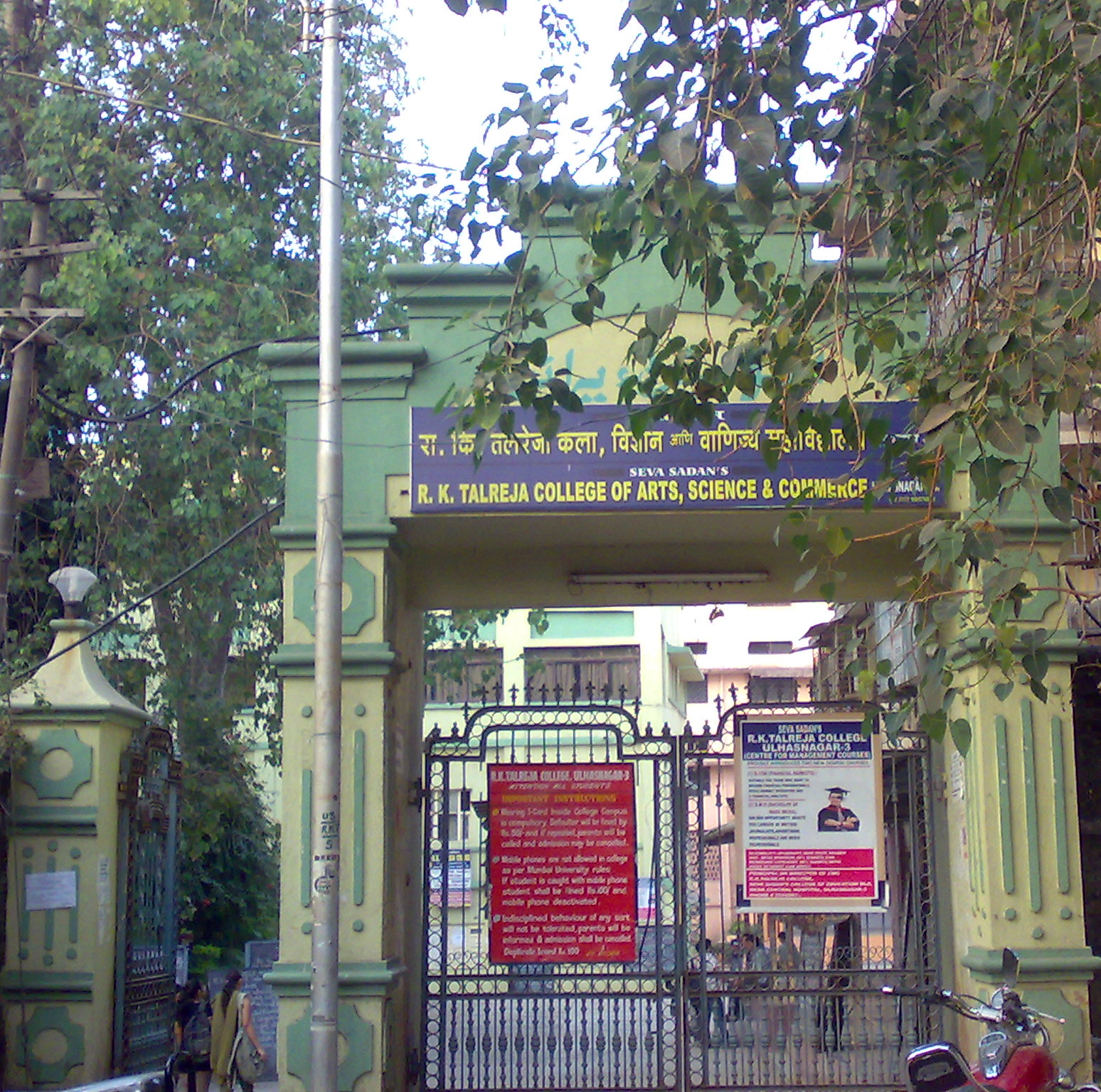

烏爾哈斯訥格爾（馬拉提語： Ul'hāsnagar）是印度的城市，由馬哈拉施特拉邦負責管轄，位於該國西部，距離孟買約60公里，海拔高度19米，受熱帶氣候影響，2011年人口506,937。

## 外部連結
- First online reference to Ulhasnagar （页面存档备份，存于）
- Very Informative site for Ulhasnagar （页面存档备份，存于）
- Ulhasnagar Maps （页面存档备份，存于）
- Ulhasnagar Business Directory Yellow Pages （页面存档备份，存于）
- Ulhasnagar Information